# Koffi Olomidé : Live à Bercy
Albums de Koffi Olomidé
Koffi Olomidé au Zénith de Paris Koffi Olomidé Concert Effrakata
Koffi Olomidé : Live à Bercy est un album de l'artiste congolais Koffi Olomidé sorti le 28 novembre 2000 sur le label Sonodisc. Il est composé d'une sélection de chansons enregistrées lors du concert qu'il donne le 19 février 2000 au Palais omnisports de Paris-Bercy (France).
Ce concert sera régulièrement évoqué par la suite comme ayant fait de Koffi Olomidé le premier chanteur africain à avoir rempli Bercy. 

## Contexte
Koffi Olomidé, chanteur originaire de la République démocratique du Congo, organise le 19 février 2000 un concert au Palais omnisports de Paris-Bercy. Il devient ainsi le « premier Africain noir » à organiser un spectacle dans cette salle parisienne. 
Il avait auparavant déjà organisé des concerts dans la capitale française, faisant notamment le plein de L'Olympia (août 1998) et du Zénith (novembre 1998).

## Promotion
Aucune promotion n'est réalisée dans les médias traditionnels, tout se déroulant par le bouche-à-oreille. Koffi Olomidé critiquera d'ailleurs cet état de fait, déclarant au journal Libération : « Je profite de ce Bercy pour crier halte à l'injustice. Pour la première fois qu'un Africain noir fait Bercy, ça mérite qu'on en parle un peu ». Il précise également à L'Humanité qu'il trouve « injuste le sort réservé à la musique d'Afrique noire » en France, et qu'il estime avoir « une grande responsabilité en tant qu'artiste africain » pour « démythifier » Bercy avec ce concert, et ouvrir ainsi ses portes à d'autres artistes du continent.  
De nombreuses chaînes de télévision françaises font cependant le déplacement le soir du concert, dont France 2, M6 et Canal+. MCM Africa enregistre également la totalité du concert.

## Déroulement du concert
Le concert de Bercy se déroule à guichets fermés, avec 17 000 places vendues,. Peu de Français se trouvent dans la salle, le public étant surtout composé de fans africains venus en famille, notamment des membres de la diaspora congolaise, certains venus de loin comme la Suisse ou les États-Unis.
Le spectacle se déroule de minuit à 6 h du matin. De nombreux artistes sont présents, dont la chanteuse ivoirienne Nayanka Bell avec qui Koffi Olomidé interprète une version rumba de Je t'aime… moi non plus de Gainsbourg. Des membres du collectif de hip-hop franco-congolais Bisso Na Bisso sont également présents, dont le rappeur Passi, ainsi que le rappeur français Stomy Bugsy et la chanteuse sénégalaise Coumba Gawlo Seck.
Le journal Libération relève de nombreux « temps morts » durant le concert. Le public semble se fatiguer après 1h30 de chansons romantiques, certains commençant à s'empoigner dans la fosse. L'assistance ne se réveille que vers 3h30 avec l'arrivée de Bisso Na Bisso et Stomy Bugsy, dont les chansons font « remuer et chanter Bercy ». L'ambiance retombe ensuite avec l'arrivée des « Spacy Girly », copies des Spice Girls, qui reçoivent des jets de bouteilles et de canettes. L'humeur de la foule semble revenir au beau fixe par la suite.

## Création de l'album
Le concert est enregistré, et certaines chansons sont mises sur un album, intitulé Koffi Olomidé : Live à Bercy, qui sort le 28 novembre 2000 sur le label Sonodisc. Il sera réédité en 2007 sur le label « Suave ».

## Postérité
Ce concert sera régulièrement évoqué les années suivantes dans les articles dédiés à l'artiste (tels Le Parisien en 2001 ou Le Monde en 2016) comme ayant fait de Koffi Olomidé le premier chanteur africain à avoir rempli Bercy.

## Liste des pistes
| 1. | Générique Live Bercy (Live)    | Koffi Olomidé | 09:45 |
| 2. | Entrée de Koffi Olomide (Live) | Koffi Olomidé | 01:38 |
| 3. | Apostolo Ya Bolingo (Live)     | Koffi Olomidé | 05:51 |
| 4. | Rond-point (Live)              | Koffi Olomidé | 06:56 |
| 5. | Mbabula (Live)                 | Koffi Olomidé | 04:09 |
| 6. | Sans anésthesie (Live)         | Koffi Olomidé | 07:52 |
| 7. | Premier gaou (Live)            | Magic System  | 02:20 |
| 8. | Loi                            | Koffi Olomidé | 11:16 |
| 9. | Non assistance (Live)          | Koffi Olomidé | 06:53 |

| 1. | Number One (Live)      | Koffi Olomidé | 11:22 |
| 2. | Sans anésthesie (Live) | Koffi Olomidé | 07:44 |
| 3. | Miss des Miss (Live)   | Koffi Olomidé | 06:24 |
| 4. | Tchernobyl (Live)      | Koffi Olomidé | 07:06 |
| 5. | Attentat (Live)        | Koffi Olomidé | 11:39 |
| 6. | Victoire (Live)        | Koffi Olomidé | 15:25 |